# Mobara (Chiba)
Mobara (茂原市 Mobara-shi?) es una ciudad localizada en Chiba, Japón.
A partir de 2008, la ciudad tiene una población de 92.921 y una densidad de 929 personas por km². La superficie total es de 100,01 km².
La ciudad fue fundada el 1 de abril de 1952.

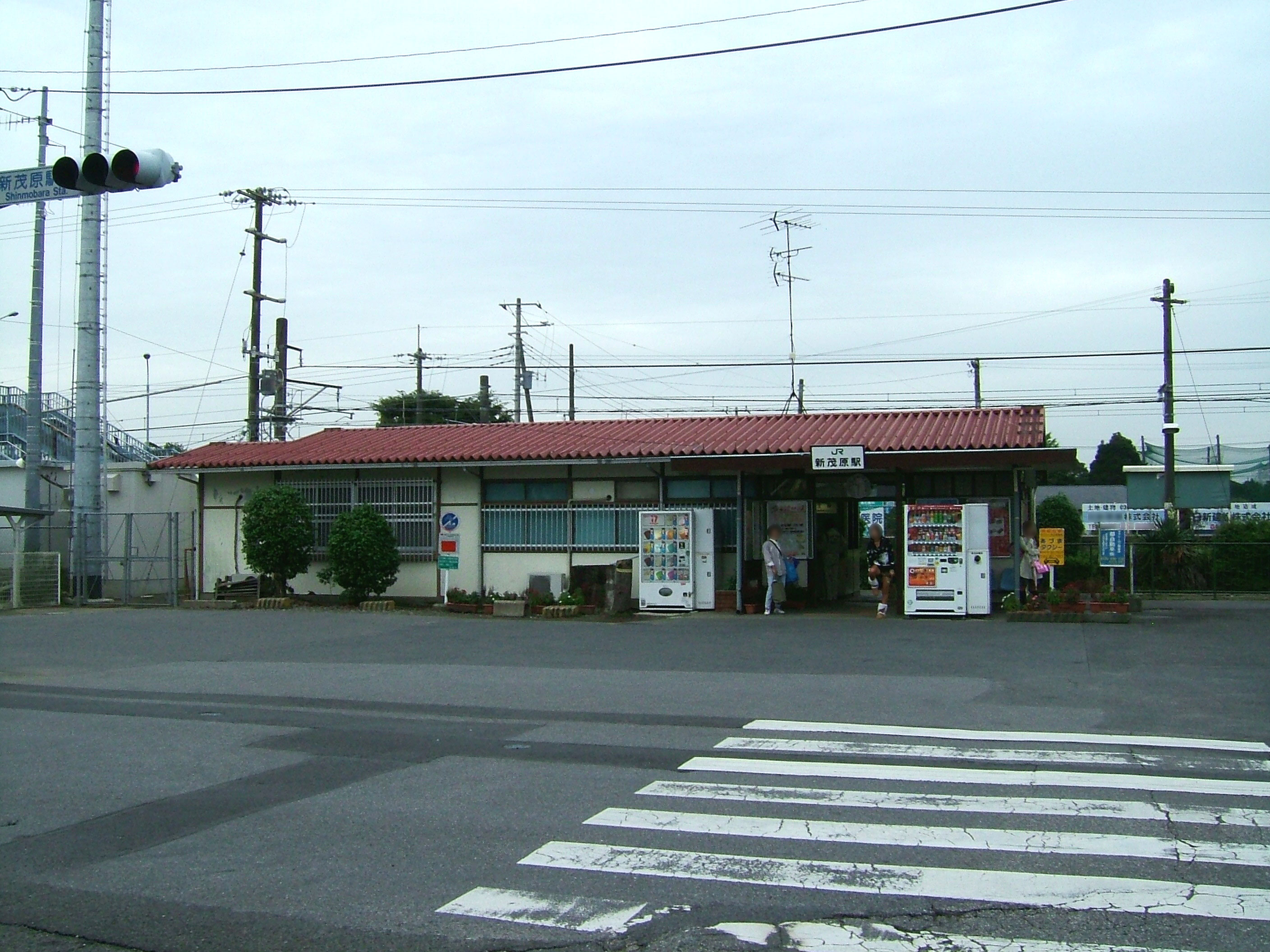
Estación Shin-Mobara.